# Rodriguez-szigeti galamb
A rodrigues-szigeti galamb vagy remetegalamb, régies nevén remetemadár (Pezophaps solitaria) a madarak (Aves) osztályába a galambalakúak (Columbiformes) rendjébe és a dodófélék (Raphidae) családjába tartozó kihalt faj.

## Elterjedése, kihalása
Az Indiai-óceán területén lévő Rodriguez-szigetén élt. A szigeten kikötő tengerészek a húsáért vadászták eme nagy termetű röpképtelen madarat, 1761-ben kihalt.

## Megjelenése
Lúd nagyságú volt. Csőre a fejnél nem volt hosszabb, kampója kicsiny. A hímek kézcsontján nagy, gombszerű dudorodás foglalt helyet és sokkal nagyobbak voltak a nőstényeknél.